# Stictopisthus clavatus
Stictopisthus clavatus är en stekelart som först beskrevs av Carl Gustav Alexander Brischke 1880.  Stictopisthus clavatus ingår i släktet Stictopisthus och familjen brokparasitsteklar. Inga underarter finns listade i Catalogue of Life.